# Kōji Takada
Kōji Takada (高田孝慈?, Takada Kōji; 2 marzo 1963) è un pilota motociclistico giapponese, ritiratosi dall'attività agonistica.

## Carriera
Nel 1988 esordisce nel motomondiale nella classe 125 in sella a una Honda. Ottiene i suoi primi punti al suo primo gran premio con il nono posto ottenuto in Spagna e ottiene come miglior risultato un 6º posto in Jugoslavia. Termina la stagione 17º in campionato con 29 punti. L'anno successivo rimane nella stessa classe con la stessa moto e incomincia la stagione nel migliore dei modi ottenendo due podi nei primi tre gran premi (Giappone e Spagna). Malgrado un calo dei risultati a metà stagione, ottiene il suo terzo podio stagionale in Svezia e chiude la stagione al sesto posto in campionato con 99 punti. L'anno seguente è sempre nella stessa classe con la stessa moto. Effettua un altro inizio di stagione promettente terminando sul podio alla gara inaugurale in Giappone e terminando sempre tra i primi cinque nelle due gare successive, ma durante le prove del gran premio di Germania rimedia un infortunio che gli impedisce di prendere parte alla gara e lo costringe a stare lontano dalle corse per mesi, fino al suo ritorno al gran premio di Cecoslovacchia, tre mesi dopo la sua ultima apparizione. Non riesce però a qualificarsi a causa delle sue condizioni fisiche, così come per la gara seguente in Ungheria. All'ultima gara stagionale in Australia centra la qualificazione ma chiude la gara al 26º posto. Continua la sua avventura nel mondiale ancora un anno sempre in 125 e sempre in sella a una Honda, ma non riesce a tornare ai livelli delle due stagioni precedenti, ottenendo come miglior risultato un 6º posto in Australia e terminando il campionato al diciassettesimo posto con 28 punti. Termina così la sua carriera nel motomondiale.

## Risultati nel motomondiale
| 1988 | Classe | Moto  |    |    |   |    |    |     |    |     |   |   |     |    |    |    |    | Punti | Pos. |
| ---- | ------ | ----- | -- | -- | - | -- | -- | --- | -- | --- | - | - | --- | -- | -- | -- | -- | ----- | ---- |
| 1988 | 125    | Honda | NE | NE | 9 | NE | 22 | Rit | 19 | Rit | 8 | 6 | Rit | 24 | 12 | 21 | NE | 29    | 17º  |

| 1989 | Classe | Moto  |   |     |    |   |   |     |     |    |   |   |   |    |   |   |    | Punti | Pos. |
| ---- | ------ | ----- | - | --- | -- | - | - | --- | --- | -- | - | - | - | -- | - | - | -- | ----- | ---- |
| 1989 | 125    | Honda | 3 | Rit | NE | 3 | 4 | Rit | Rit | NE | 9 | 9 | 4 | 11 | 3 | 7 | NE | 99    | 6º   |

| 1990 | Classe | Moto  |   |    |   |   |    |  |  |  |  |  |  |  |    |    |    | Punti | Pos. |
| ---- | ------ | ----- | - | -- | - | - | -- |  |  |  |  |  |  |  | -- | -- | -- | ----- | ---- |
| 1990 | 125    | Honda | 3 | NE | 4 | 5 | NP |  |  |  |  |  |  |  | NQ | NQ | 26 | 39    | 16º  |

| 1991 | Classe | Moto  |    |   |    |     |    |    |  |  |    |    |    |    |     |    |   | Punti | Pos. |
| ---- | ------ | ----- | -- | - | -- | --- | -- | -- |  |  | -- | -- | -- | -- | --- | -- | - | ----- | ---- |
| 1991 | 125    | Honda | 18 | 6 | NE | Rit | 16 | NP |  |  | 19 | 14 | 12 | 11 | Rit | NE | 9 | 28    | 17º  |

| Legenda | 1º posto        | 2º posto            | 3º posto            | A punti      | Senza punti        | Grassetto – Pole position Corsivo – Giro più veloce |
| Legenda | Gara non valida | Non qual./Non part. | Ritirato/Non class. | Squalificato | '-' Dato non disp. | Grassetto – Pole position Corsivo – Giro più veloce |